# Gruppo Sportivo Porto Robur Costa 2021-2022
Questa voce raccoglie le informazioni riguardanti il Gruppo Sportivo Porto Robur Costa nelle competizioni ufficiali della stagione 2021-2022.

## Stagione
Nella stagione 2021-22 il Gruppo Sportivo Porto Robur Costa assume la denominazione sponsorizzata di Consar RCM Ravenna.
Partecipa per la nona volta alla Superlega; senza ottenere alcuna vittoria, chiude la regular season di campionato al tredicesimo posto in classifica, posizione che ne determina la retrocessione in Serie A2.

## Organigramma societario
Area direttiva
- Presidente: Daniela Giovanetti
- Vicepresidente: Antonio Venturini
- Team manager: Mattia Castellucci
- Responsabile abbigliamento sportivo: Corrado Scozzoli

Area tecnica
- Allenatore: Emanuele Zanini
- Allenatore in seconda: Leondino Giombini
- Assistente allenatore: Antonio Valentini
- Scout man: Giuseppe Amoroso
- Responsabile settore giovanile: Roberto Costa
- Direttore tecnico settore giovanile: Pietro Mazzi

Area comunicazione
- Responsabile comunicazione: Maria Teresa Arfelli
- Addetto stampa: Massimo Montanari
- Responsabile eventi: Maria Teresa Arfelli

Area marketing
- Responsabile marketing: Tamara Pantaleone

Area sanitaria
- Responsabile staff medico: Alessandro Nobili
- Preparatore atletico: Simone Ade
- Fisioterapista: Stefano Bandini
- Radiologo: Ivan Nanni

## Rosa
| N° | Nome                    | Ruolo | Data di nascita   | Nazionalità sportiva |
| -- | ----------------------- | ----- | ----------------- | -------------------- |
| 1  | Marko Vukašinović       | S     | 3 luglio 1993     | Montenegro           |
| 4  | Lorenzo Ricci Maccarini | P     | 9 marzo 2003      | Italia               |
| 5  | Mateusz Biernat         | P     | 19 maggio 1992    | Polonia              |
| 6  | Matteo Pirazzoli        | L     | 26 ottobre 2000   | Italia               |
| 7  | Alex Erati              | C     | 24 giugno 1994    | Italia               |
| 8  | André Luiz Queiroz      | P     | 6 luglio 1992     | Brasile              |
| 9  | Luca Ulrich             | S     | 12 gennaio 1997   | Svizzera             |
| 10 | Riccardo Goi            | L     | 24 agosto 1992    | Italia               |
| 11 | Dimităr Dimitrov        | O     | 12 novembre 2000  | Bulgaria             |
| 13 | Niels Klapwijk          | O     | 19 settembre 1985 | Paesi Bassi          |
| 14 | Milan Peslać            | P     | 14 marzo 1998     | Italia               |
| 17 | Aleksandar Ljaftov      | S     | 15 agosto 1990    | Bulgaria             |
| 22 | Francesco Comparoni     | C     | 22 giugno 2001    | Italia               |
| 23 | Mattia Orioli           | S     | 23 marzo 2004     | Italia               |
| 24 | Nicola Candeli          | C     | 14 luglio 1993    | Italia               |
| 30 | Alessandro Bovolenta    | S     | 27 maggio 2004    | Italia               |
| 99 | Francesco Fusaro        | C     | 30 maggio 1999    | Italia               |

## Mercato
| Acquisti | Acquisti            | Acquisti          | Acquisti   |
| R.       | Nome                | da                | Modalità   |
| -------- | ------------------- | ----------------- | ---------- |
| P        | Mateusz Biernat     | Gwardia Wrocław   | definitivo |
| C        | Nicola Candeli      | Atlantide Brescia | definitivo |
| C        | Francesco Comparoni | Milano            | prestito   |
| O        | Dimităr Dimitrov    | CSKA Sofia        | definitivo |
| C        | Alex Erati          | New Mater         | definitivo |
| C        | Francesco Fusaro    | Padova            | definitivo |
| L        | Riccardo Goi        | Prisma Taranto    | definitivo |
| O        | Niels Klapwijk      | Arcada Galați     | definitivo |
| S        | Aleksandar Ljaftov  | Hebăr             | definitivo |
| P        | Milan Peslać        | NBV               | definitivo |
| P        | André Luiz Queiroz  | Solhan            | definitivo |
| S        | Luca Ulrich         | Schönenwerd       | definitivo |
| S        | Marko Vukašinović   | Al-Hilal          | definitivo |

| Cessioni | Cessioni          | Cessioni           | Cessioni   |
| R.       | Nome              | a                  | Modalità   |
| -------- | ----------------- | ------------------ | ---------- |
| C        | Martins Arasomwan | Lupi Santa Croce   | definitivo |
| P        | Aleksa Batak      | Cannes             | definitivo |
| L        | Ludovico Giuliani | Pineto             | definitivo |
| C        | Aleks Grozdanov   | Milano             | definitivo |
| S        | Brandon Koppers   | Będzin             | definitivo |
| L        | Jani Kovačič      | ACH Volley         | definitivo |
| S        | Eric Loeppky      | Padova             | definitivo |
| C        | Stefano Mengozzi  | Sir Safety Perugia | definitivo |
| O        | Giulio Pinali     | Trentino           | definitivo |
| S        | Francesco Recine  | You Energy         | definitivo |
| P        | Rafael Redwitz    | -                  | ritirato   |
| O        | Tommaso Stefani   | Prisma Taranto     | definitivo |
| S        | Paolo Zonca       | Nice               | definitivo |

## Risultati

### Superlega

#### Girone di andata
| 1ª Giornata Andata - 10 ottobre 2021 PalaBanca, Piacenza                          | You Energy        | 3 - 1 | Porto Robur Costa  | 25-17, 25-17, 19-25, 27-25        |
| 2ª Giornata Andata - 16 ottobre 2021 PalaDeAndré, Ravenna                         | Porto Robur Costa | 0 - 3 | Prisma Taranto     | 18-25, 22-25, 19-25               |
| 3ª Giornata Andata - 31 ottobre 2021 PalaSanLazzaro, Padova                       | Padova            | 3 - 2 | Porto Robur Costa  | 25-14, 23-25, 25-18, 21-25, 15-8  |
| 4ª Giornata Andata - 3 novembre 2021 PalaDeAndré, Ravenna                         | Porto Robur Costa | 1 - 3 | Milano             | 17-25, 19-25, 25-19, 14-25        |
| 5ª Giornata Andata - 7 novembre 2021 PalaDeAndré, Ravenna                         | Porto Robur Costa | 0 - 3 | Modena             | 19-25, 17-25, 25-27               |
| 6ª Giornata Andata - 14 novembre 2021 PalaMaiata, Vibo Valentia                   | Callipo           | 3 - 0 | Porto Robur Costa  | 25-20, 25-22, 25-21               |
| 7ª Giornata Andata - 21 novembre 2021 PalaDeAndré, Ravenna                        | Porto Robur Costa | 0 - 3 | Sir Safety Perugia | 10-25, 20-25, 16-25               |
| 8ª Giornata Andata - 24 novembre 2021 PalaCivitanova, Civitanova Marche           | Lube              | 3 - 0 | Porto Robur Costa  | 25-18, 25-19, 25-16               |
| 9ª Giornata Andata - 27 novembre 2021 PalaDeAndré, Ravenna                        | Porto Robur Costa | 2 - 3 | Powervolley Milano | 24-26, 21-25, 25-23, 25-21, 12-15 |
| 10ª Giornata Andata - 4 dicembre 2021 PalaOlimpia, Verona                         | Verona            | 3 - 1 | Porto Robur Costa  | 25-16, 25-17, 22-25, 25-20        |
| 11ª Giornata Andata - 10 novembre 2021 PalaDeAndré, Ravenna                       | Porto Robur Costa | 0 - 3 | Trentino           | 16-25, 23-25, 12-25               |
| 12ª Giornata Andata - 12 dicembre 2021 Palazzetto dello Sport, Cisterna di Latina | Top Volley Latina | 3 - 0 | Porto Robur Costa  | 25-16, 25-16, 25-16               |

#### Girone di ritorno
| 13ª Giornata - 2 marzo 2022 PalaDeAndré, Ravenna              | Porto Robur Costa  | 1 - 3 | You Energy        | 24-26, 26-24, 22-25, 20-25 |
| 14ª Giornata - 26 gennaio 2022 PalaMazzola, Taranto           | Prisma Taranto     | 3 - 0 | Porto Robur Costa | 25-19, 25-20, 29-27        |
| 15ª Giornata - 9 febbraio 2022 PalaDeAndré, Ravenna           | Porto Robur Costa  | 1 - 3 | Padova            | 21-25, 21-25, 25-23, 18-25 |
| 16ª Giornata - 16 febbraio 2022 Palazzetto dello sport, Monza | Milano             | 3 - 0 | Porto Robur Costa | 25-14, 25-19, 25-20        |
| 17ª Giornata - 9 marzo 2022 PalaPanini, Modena                | Modena             | 3 - 1 | Porto Robur Costa | 25-16, 26-24, 19-25, 25-17 |
| 18ª Giornata - 30 gennaio 2022 PalaDeAndré, Ravenna           | Porto Robur Costa  | 1 - 3 | Callipo           | 21-25, 19-25, 25-23, 22-25 |
| 19ª Giornata - 5 febbraio 2022 PalaEvangelisti, Perugia       | Sir Safety Perugia | 3 - 0 | Porto Robur Costa | 25-18, 25-23, 25-16        |
| 20ª Giornata - 13 febbraio 2022 PalaDeAndré, Ravenna          | Porto Robur Costa  | 0 - 3 | Lube              | 18-25, 20-25, 21-25        |
| 21ª Giornata - 20 febbraio 2022 Palalido, Milano              | Powervolley Milano | 3 - 1 | Porto Robur Costa | 22-25, 25-18, 25-19, 25-19 |
| 22ª Giornata - 26 febbraio 2022 PalaDeAndré, Ravenna          | Porto Robur Costa  | 1 - 3 | Verona            | 21-25, 15-25, 26-24, 20-25 |
| 23ª Giornata - 22 gennaio 2022 PalaTrento, Trento             | Trentino           | 3 - 0 | Porto Robur Costa | 26-24, 25-21, 25-14        |
| 24ª Giornata - 13 marzo 2022 PalaDeAndré, Ravenna             | Porto Robur Costa  | 1 - 3 | Top Volley Latina | 25-20, 11-25, 21-25, 19-25 |

## Statistiche

### Statistiche di squadra
| Competizione | Punti | In casa | In casa | In casa | In trasferta | In trasferta | In trasferta | Totale | Totale | Totale |
| Competizione | Punti | G       | V       | P       | G            | V            | P            | G      | V      | P      |
| ------------ | ----- | ------- | ------- | ------- | ------------ | ------------ | ------------ | ------ | ------ | ------ |
| Superlega    | 2     | 12      | 0       | 12      | 12           | 0            | 12           | 24     | 0      | 24     |
| Totale       | -     | 12      | 0       | 12      | 12           | 0            | 12           | 24     | 0      | 24     |

G = partite giocate; V = partite vinte; P = partite perse 

### Statistiche dei giocatori
| Giocatore          | Superlega | Superlega | Superlega | Superlega | Superlega | Totale | Totale | Totale | Totale | Totale |
| Giocatore          | P         | PT        | AV        | MV        | BV        | P      | PT     | AV     | MV     | BV     |
| ------------------ | --------- | --------- | --------- | --------- | --------- | ------ | ------ | ------ | ------ | ------ |
| M. Biernat         | 24        | 25        | 16        | 7         | 2         | 24     | 25     | 16     | 7      | 2      |
| A. Bovolenta       | 4         | 11        | 7         | 3         | 1         | 4      | 11     | 7      | 3      | 1      |
| N. Candeli         | 16        | 52        | 41        | 7         | 4         | 16     | 52     | 41     | 7      | 4      |
| F. Comparoni       | 21        | 68        | 39        | 22        | 7         | 21     | 68     | 39     | 22     | 7      |
| D. Dimitrov        | 18        | 28        | 21        | 4         | 3         | 18     | 28     | 21     | 4      | 3      |
| A. Erati           | 13        | 51        | 34        | 16        | 1         | 13     | 51     | 34     | 16     | 1      |
| F. Fusaro          | 14        | 36        | 24        | 8         | 4         | 14     | 36     | 24     | 8      | 4      |
| R. Goi             | 24        | 0         | 0         | 0         | 0         | 24     | 0      | 0      | 0      | 0      |
| N. Klapwijk        | 23        | 353       | 315       | 16        | 22        | 23     | 353    | 315    | 16     | 22     |
| A. Ljaftov         | 23        | 109       | 90        | 7         | 12        | 23     | 109    | 90     | 7      | 12     |
| M. Orioli          | 21        | 48        | 42        | 1         | 5         | 21     | 48     | 42     | 1      | 5      |
| M. Peslać          | 3         | 0         | 0         | 0         | 0         | 3      | 0      | 0      | 0      | 0      |
| M. Pirazzoli       | 9         | 0         | 0         | 0         | 0         | 9      | 0      | 0      | 0      | 0      |
| A. Queiroz         | 17        | 4         | 2         | 1         | 1         | 17     | 4      | 2      | 1      | 1      |
| L. Ricci Maccarini | 3         | 0         | 0         | 0         | 0         | 3      | 0      | 0      | 0      | 0      |
| L. Ulrich          | 23        | 129       | 110       | 12        | 7         | 23     | 129    | 110    | 12     | 7      |
| M. Vukašinović     | 21        | 245       | 210       | 19        | 16        | 21     | 245    | 210    | 19     | 16     |

P = presenze; PT = punti totali; AV = attacchi vincenti; MV = muri vincenti; BV = battute vincenti